# オマーン料理

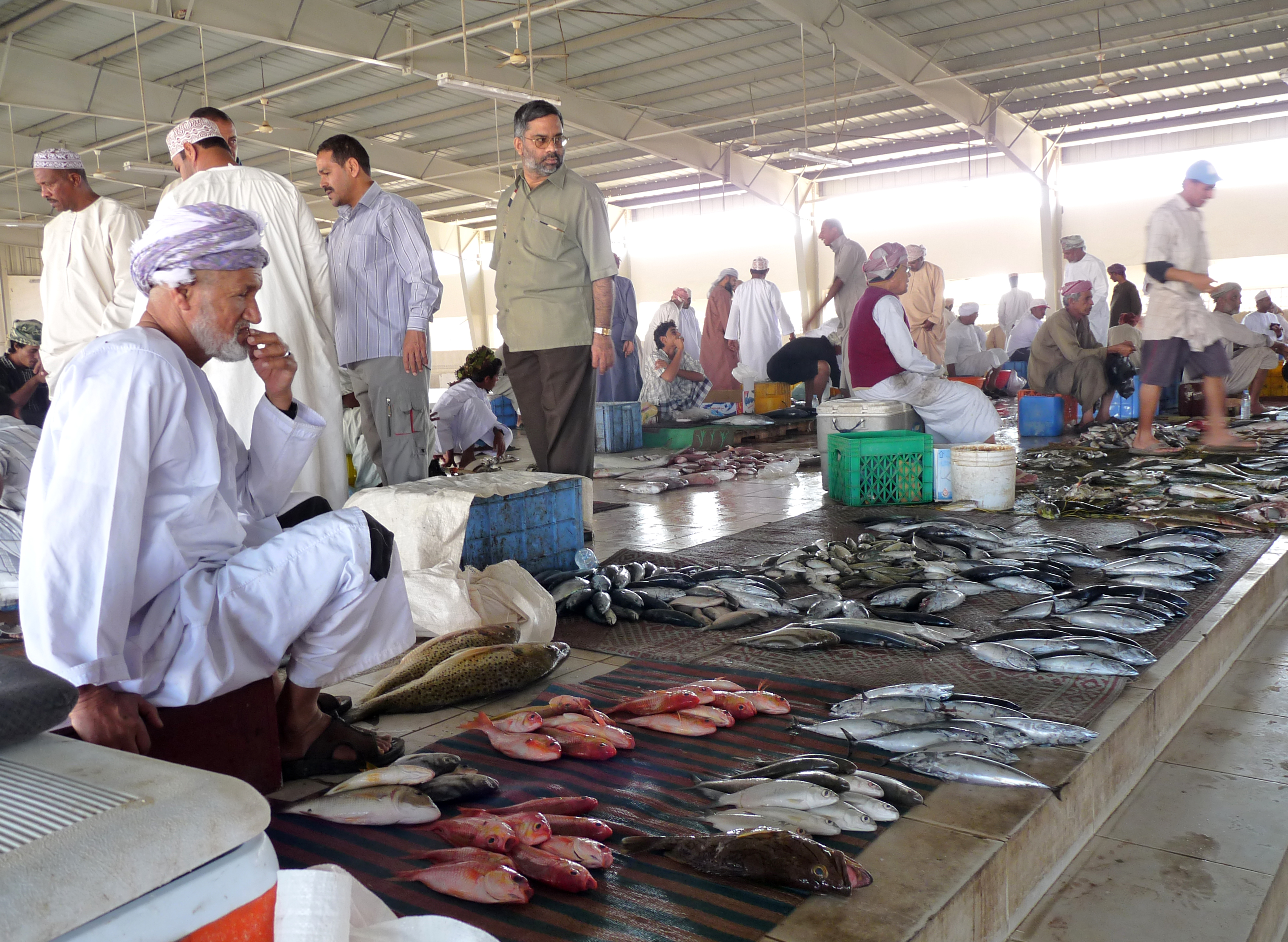
オマーン・スールの魚市場

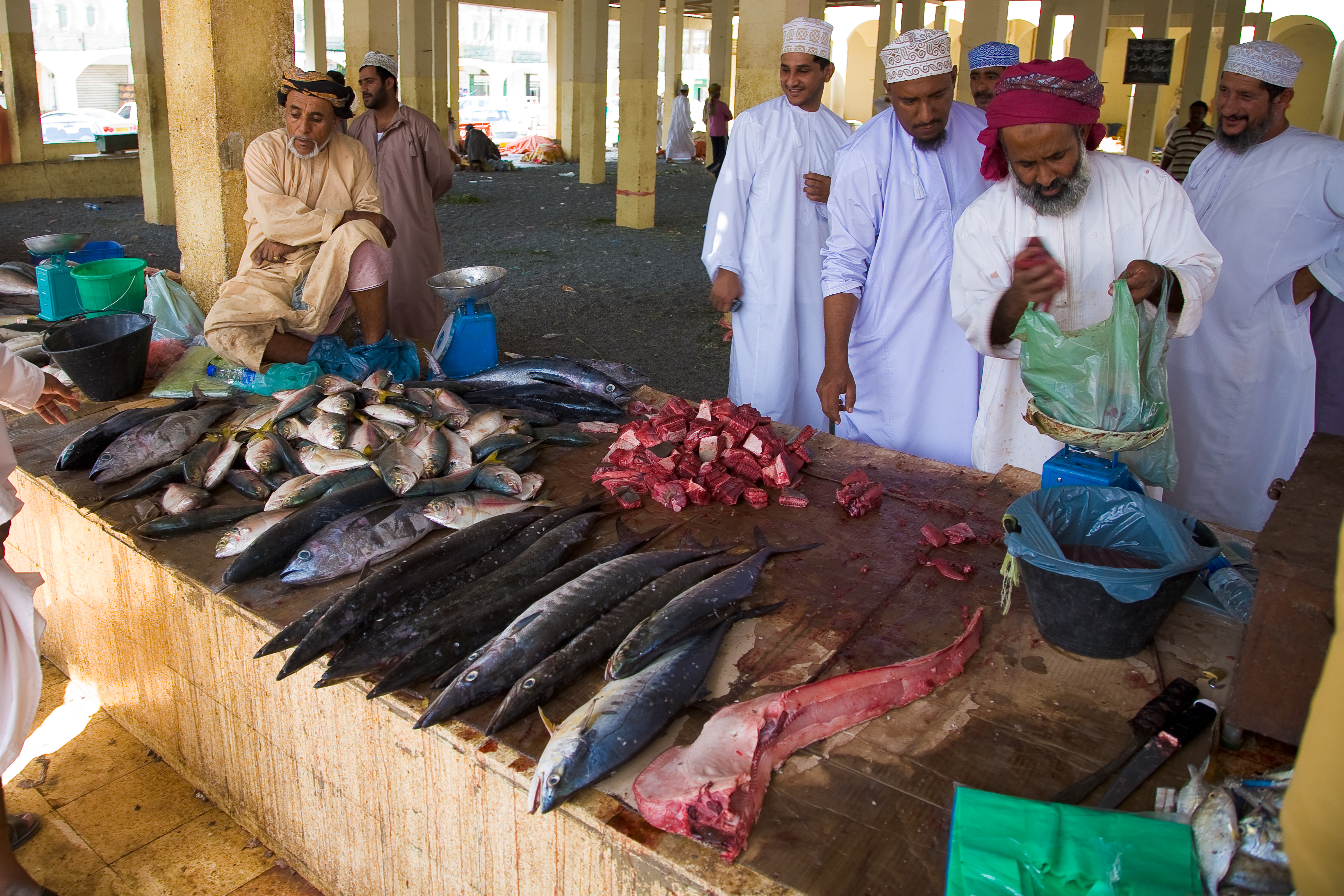
オマーンの市場に魚が並ぶ様子

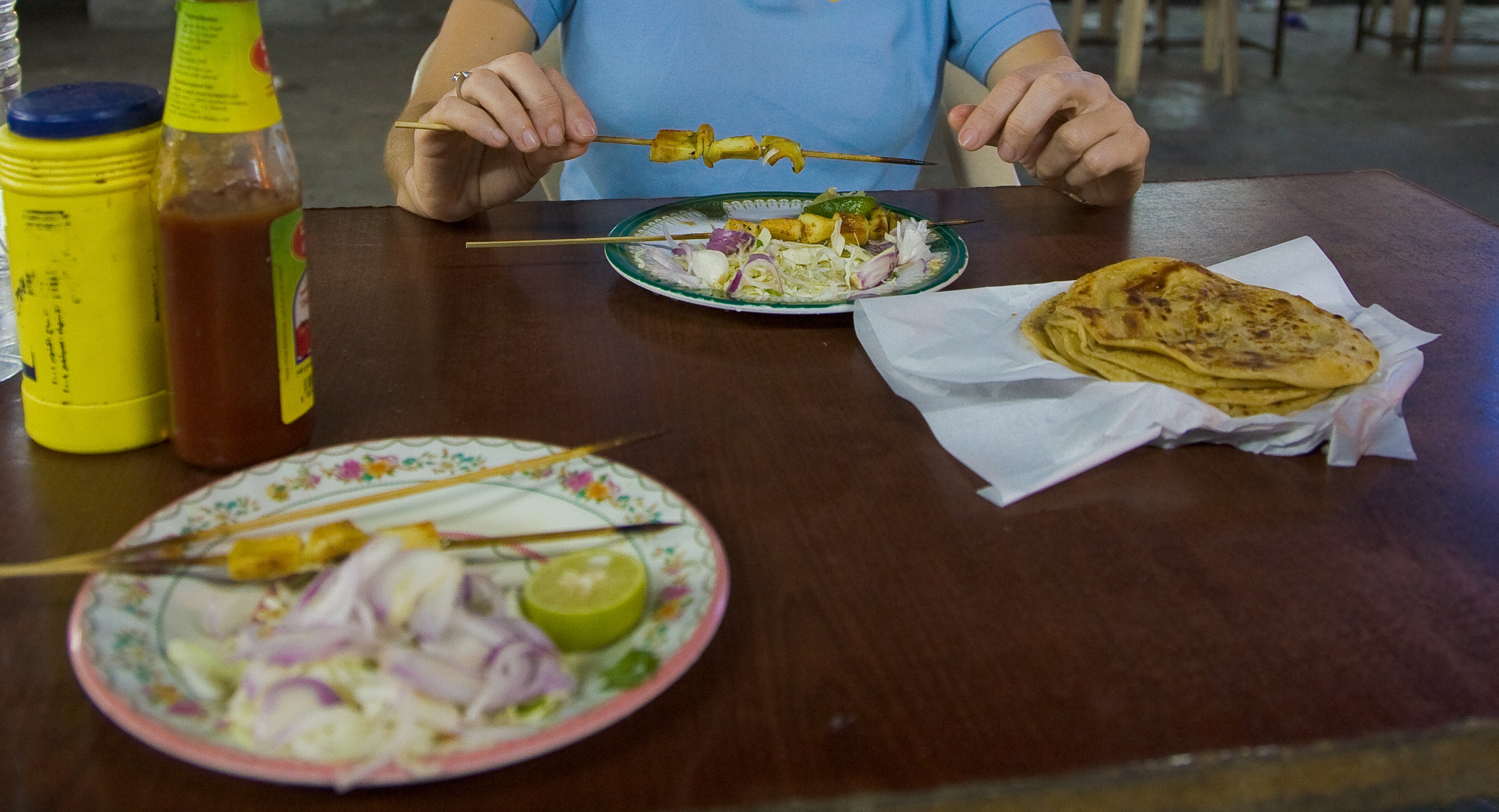
シーブのケバブ

オマーン料理（オマーンりょうり）はオマーンで食されている料理を指す。オマーン料理には鶏肉、魚、羊肉、米などが主要食材として使用される。また、オマーン料理には香辛料、ハーブ、マリネが多用される傾向がある。

## 特徴
オマーン料理はオマーン国内の地域ごとに違いがあるものの、香辛料、肉、米、野菜を使用するという点は共通している。スープもまた一般的に食されており、通常鶏肉、羊肉、野菜（例 : 燻したナス）を使用して作る。また、一日の中では昼が一番豪勢な食事が出され、夕食は軽食で済ませることが多い。

## 伝統料理
- ハリース（英語版）は小麦と肉を長時間煮込んだ、粥に似た料理である。
- カフワはカルダモンパウダーを加えたオマーン風コーヒーであり、もてなしの象徴として供される事が多い。カフワはオマーンのデーツやハルワといったデザートと共に出されることも多い。
- ケバブは鶏肉や牛肉などの肉に香辛料をまぶしてグリルした料理であり、野菜を添えて供される。
- Mashuaiはサワラの串焼きに似た料理で、レモンライスを添えて供される。
- マクブース（Maqbous）はサフランで炊いた米であり、肉とともに供される。
- Muqalabはウシの胃をはじめとする動物の臓物にシナモン、カルダモン、クローブ、黒胡椒、生姜、ニンニク、ナツメグなど様々な香辛料を加えて焼いた料理である。
- シューワ（Shuwa）は祭りなどの特別な行事の時のみ食される肉料理である。牛もしくはヤギを地面を掘って作られた特製のオーブンで一頭ごとローストして作られる。通常この料理をつくる際は村全体総出で行うなど大人数による共同作業となる。肉は様々な香辛料で味付けされた後、オーブン付近に置くことで乾燥させた葉に包んで供される。
- Sakhanaは小麦粉、デーツ、糖蜜、牛乳を加えて作られる濃厚なスープであり、ラマダーン期間中に食べることが多い。

## 飲料
コーヒーは国民飲料と呼べるほど普及しているが、茶はもてなしの際に飲む事が多い。他の人気ある飲料としては、ラバン（laban、塩分の多いバターミルクの一種）やヨーグルト飲料などがある。